# روبرت دبليو. مورغان
روبرت دبليو. مورغان (بالإنجليزية: Robert W. Morgan)‏ هو مقدم برامج إذاعية أمريكي، ولد في 23 يوليو 1937 في غاليون في الولايات المتحدة، وتوفي في 22 مايو 1998 في طرزانا، لوس أنجلوس في الولايات المتحدة بسبب سرطان الرئة.

## وصلات خارجية
- روبرت دبليو. مورغان على موقع IMDb (الإنجليزية)